# Victor Zarnowitz
Victor Zarnowitz (ur. 3 listopada 1919 w Łańcucie, zm. 21 stycznia 2009 w Nowym Jorku) – był amerykańskim ekonomistą pochodzenia polskiego, zajmował się głównie teorią cyklów koniunkturalnych. 

## Życiorys
Był synem Leopolda, polskiego literaturoznawcy i początkowo nauczyciela w Brzeżanach oraz Berty. Dzieciństwo spędził w Oświęcimiu. W 1937 roku zdał maturę i rozpoczął studia na wydziale prawa Uniwersytetu Jagiellońskiego. W 1939 roku uciekając przed Niemcami chciał dostać się do Stanów Zjednoczonych, ale został zatrzymany przez Rosjan i zesłany do łagru w Plesiecku koło Archangielska. Jego brat Tadeusz zmarł w obozie. Następnie trafił do Kazachstanu, gdzie poznał swoją przyszłą żonę Lenę Engelman. Po wojnie znalazł się w obozie przesiedleńczym w Niemczech. Na Uniwersytecie w Heidelbergu skończył studia ekonomiczne i obronił pracę doktorską na temat podział teorii podziału dochodów. W 1952 roku wyemigrował do Stanów Zjednoczonych, gdzie otrzymał stypendium na Uniwersytecie Harvarda.
Rozpoczął współpracę z National Bureau of Economic Research w Nowym Jorku, która trwała do końca jego życia. W 1959 roku został profesorem ekonomii na Uniwersytecie w Chicago, gdzie pracował ponad 30 lat. W 1973 roku opublikował książkę Orders, Production, and Invetments, w której przeanalizował szereg cykli koniunkturalnych w gospodarce amerykańskiej od 1870 rok i zidentyfikował relacje pomiędzy nowymi zamówieniami, zamówieniami niezrealizowanymi, produkcją, dostawami i wielkością zapasów. Zarnovitz był zwolennikiem endogenicznych teorii wahań aktywności gospodarki oraz interesował się prognozowaniem. W 1965 roku opublikował w The New York Times wyniki swoich badań na ten temat. Artykuł miał prowokujący tytuł Biznesmeni i inwestorzy muszą być ostrzeżeni przed prognozami, które traktować należy z przymrużeniem oka i wzbudził duże zamieszanie w środowisku ekonomistów. Po przejściu na emeryturę wciąż aktywnie pracował na Uniwersytecie Columbia. W ostatnich latach życia współpracował z Conference Board w Nowym Jorku, gdzie zajmował się pracą nad konstrukcją wskaźnika wyprzedzającego dla gospodarki chińskiej. W styczniu 2009 roku opublikował swój ostatni artykuł The Crisis of Confidence poświęcony porównaniu obecnego kryzysu gospodarczego z recesjami z lat 1981, 1990 i 2001. W 2008 roku wydał autobiografię Fleeing the Nazis, Surviving the Gulag, and Arriving in the Free World.

### Związki z Polską
Mimo że Victor Zarnovitz opuścił Polskę w wieku 20 lat to interesował się gospodarką polską i przemianami gospodarczymi jakie w niej zaszły po 1990 roku. Jego wiedza i doświadczenie miały wpływ na powstanie wskaźników wyprzedzającego i równoległego dla gospodarki polskiej. W 2001 roku odwiedził kraj swojego urodzenia na zaproszenie SGH, gdzie wygłosił wykłada Booms, Slowdowns, and Recessions. W 2004 roku wziął udział w Forum Ekonomicznym w Krynicy. Interesował się literaturą polską i do końca życia mówił w języku polskim bez akcentu. 
Uznawany był za najwybitniejszego współczesnego ekonomistę pochodzenia polskiego.

## Ważniejsze publikacje
- Fleeing the Nazis, Surviving the Gulag, and Arriving in the Free World. My Life and Times (2008)
- Business Cycles: Theory, History, Indicators, and Forecasting (National Bureau of Economic Research Studies in Income and Wealth (1996)
- Time Series Decomposition and Measurement of Business Cycles, Trends, and Growth

Cycles (wspólnie z Ataman Ozyildirim) (2002)
- The Composite Index of Leading Economic Indicatros: How to Make It More Timely (2001)
- Business Cycles: Theory, History, Indicators, and Forecasting (1992)
- Orders, Production, and Investments – a Cyclical and Structural Analysis (1972)
- Lista publikacja Victora Zarnovitza wydanych przez National Bureau for Economic Research